# Koibla Djimasta
Djimasta Koibla, né en 1950 et mort le 30 janvier 2007, est une personnalité politique tchadienne. Il est notamment premier ministre du 8 avril 1995 au 17 mai 1997. Il a également été médiateur national. Il meurt dans des conditions controversées.

## Parcours
- Premier ministre - de 1995 à 1997
- Ministre de la santé et des affaires sociales en 1982
- Ministre de l'intérieur et de la sécurité - de 1992 à 1993
- Préfet du Moyen-Chari